# Хатунгимана, Артемон
Артемон Хатунгимана — бурундийский легкоатлет, который специализировался в беге на 800 метров. Бронзовый призёр чемпионата Африки 1993 года и победитель Всеафриканских игр 1995 года. Выступал на олимпийских играх 1996, 2000 и 2004 годов, но никогда не выходил в финал. Чемпион Франции в 1994, 1995 и 2001 годах.
Занял 60-е место на чемпионате мира по кроссу 1992 года.
В настоящее время работает тренером по лёгкой атлетике в Париже.